# Michael O'Keeffe
Michael O' Keeffe (Blenheim, 9 agosto 1990) è un calciatore neozelandese, portiere del Glenfield Rovers.

## Biografia
Nato a Blenheim, vicino Christchurch, dopo due stagioni nel Canterbury United si trasferisce a Fairfield, negli USA per motivi di studio e diventa il portiere della locale squadra universitaria .
Il fratello è Ben O'Keeffe, arbitro di rugby internazionale World Rugby.

## Carriera

### Nazionale
Ha partecipato ai Giochi Olimpici del 2012.